# Opuntia parviclada
Opuntia parviclada es una especie endémica de nopal perteneciente a la familia Cactaceae que se distribuye en Oaxaca y Puebla en México. La palabra parviclada proviene del latín que significa «pequeños segmentos» en alusión al tamaño de los cladodios de la especie.

## Descripción
Tiene crecimiento arbustivo, entre 20 y 50 cm de alto, los tallos se ramifican desde la base, los cladodios terminales miden entre 5 y 10 cm de largo y 2 a 3 cm de ancho, ascendentes y ligeramente extendidos, obovados u oblongos, las areolas están rodeadas por manchas púrpuras, los podarios solo están en los cladodios jóvenes. Las areolas son circulares a elípticas, los gloquidios de 1 mm de largo de color amarillo oscuro, de 1 a 3 espinas en cladodios maduros, blanquecinas en cladodio jóvenes y oscuras en cladodios maduros. La flor, de 3 cm de largo de color amarillo con una franja media roja. El fruto, 2 cm de largo y 1.5 cm de ancho, obovoides, de color rojo claro, tiene podarios, la pulpa es roja y tiene de 5 a 15 semillas. La floración ocurre entre los meses de mayo y julio, mientras que la fructificación sucede entre julio y septiembre.
No se conoce ningún uso que la población local haga de esta especie de planta.

## Distribución
Endémica de los estados de Oaxaca y Puebla en México.

## Hábitat
Habita bosques tropicales caducifolios y matorrales xerófilos, incluso en hábitats peturbados, en elevaciones de 500 a 1700 m s. n. m.

## Estado de conservación
No se conocen amenazas para las poblaciones de Opuntia parviclada, no obstante, algunas poblaciones se distribuyen dentro de la Reserva de la Biósfera Tehuacán-Cuicatlán.